# High Bridestones

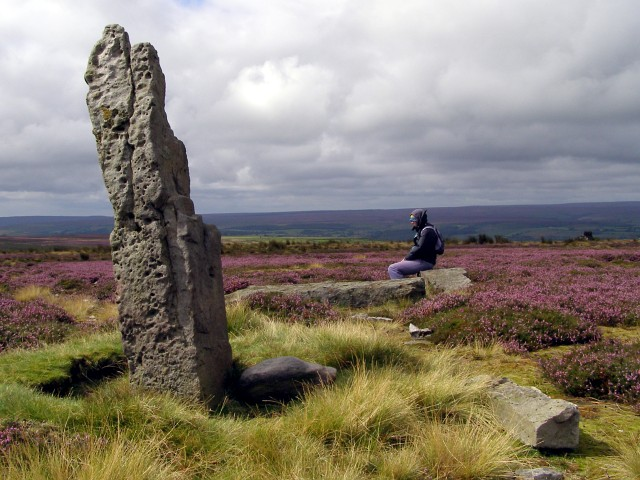
High Bridestones – Ost

Die High Bridestones sind zwei bronzezeitliche Steinkreise östlich von Grosmont bei Sleights in North Yorkshire in England. Sie sind nicht zu verwechseln mit den Bridestones in Cheshire.
Die High Bridestones liegen unterhalb des Kammes des Sleight's Moores auf einem groben Kalksteinplateau. Einige betrachten sie als Reste zweier Steinkreise, einer Form, die als Vier-Pfosten-Steinkreise (englisch Four-poster stone circles) oder „Himmelskreise“ bezeichnet wird. Es handelt sich dabei um einen Anordnung aus vier Steinen, die in Schottland häufig vorkommt. Es gibt aber auch einige Beispiele in England (z. B. die Goatstones in Northumberland).
Der östliche Kreis der High Bridestones besteht aus dem 2,0 Meter langen, aufrecht stehenden Menhir aus Sandstein, der glatt und gebrochen ist, wobei drei weitere in der Nähe liegen. Sie scheinen dunkler zu sein und sind gerissen. Ihre erodierte Oberfläche spricht dafür, dass sie bereits vor langer Zeit umgefallen sind. Der stehende Stein hat im Laufe der Jahre darunter gelitten, dass die Menschen Münzen in die Risse im Felsen stecken, die zur Erosion des Steins beitrugen. Ein kleinerer Stein steht östlich der Gruppe. 
Im Nordwesten liegen die Steine des zweiten Kreises im Heidekraut. Hier bilden drei Steine den Kreisrest und es gibt einen Ausreißer (Outlier) im Nordwesten. Die Steine sind kleiner als die des ersten Kreises, wobei der Allgemeinzustand des Kreises besser ist.
In der Nähe liegen die Steinreihe der Low Bridestones, die Petroglyphen der Allan Tofts, der Rundhügel Flat Howe und Wade’s Causeway.